# AACTA Award du meilleur acteur dans un second rôle
L’AACTA Award du meilleur acteur dans un second rôle (AACTA Award for Best Actor in a Supporting Role) est une récompense cinématographique australienne décernée chaque année depuis 1974 par l'Australian Academy of Cinema and Television Arts, laquelle décerne également tous les autres AACTA Awards.
À l'origine appelé AFI Award du meilleur acteur dans un second rôle, l'intitulé actuel date de 2012, lorsque l'Australian Film Institute a été remplacé par l'Australian Academy of Cinema and Television Arts.

## Palmarès

### AFI Awards(de 1974 à 2010)

#### Années 2000
- 2000 : Simon Lyndon pour le rôle de Jimmy Loughnan dans Chopper
  - Martin Henderson pour le rôle de Tom Bradshaw dans Kick
  - Sam Neill pour le rôle du professeur Mortlock dans My Mother Frank
  - Terry Norris pour le rôle de John dans Innocence
- 2001 : Vince Colosimo pour le rôle de Nik Daniels dans Lantana
  - Alex Dimitriades pour le rôle de Stefano dans La Spagnola
  - Andrew S. Gilbert (en) pour le rôle de Peter Maloney dans Mullet
  - Richard Roxburgh pour le rôle du Duc dans Moulin Rouge (Moulin Rouge!)
- 2002 : Nathaniel Dean (en) pour le rôle de Simon dans Walking On Water
  - Luke Carroll pour le rôle de Dumby Red dans Australian Rules
  - Joel Edgerton pour le rôle de Shane Twentyman dans The Hard Word
  - David Gulpilil pour le rôle de Moodoo dans Le Chemin de la liberté (Rabbit-Proof Fence)
- 2003 : David Ngoombujarra pour le rôle de Max Stuart (jeune) dans Black and White
  - Orlando Bloom pour le rôle de Joseph Byrne dans Ned Kelly
  - Mitchell Butel pour le rôle de Con Katsakis dans Gettin' Square
  - David Field pour le rôle de Arnie DeViers dans Gettin' Square
- 2004 : Erik Thomson pour le rôle de Richard dans Somersault
  - Nathaniel Dean (en) pour le rôle de Stuart dans Somersault
  - Dan Spielman pour le rôle de Matt dans Tom White
  - Hugo Weaving pour le rôle de Rubicondo dans Le Vieux qui lisait des romans d'amour (The Old Man Who Read Love Stories)
- 2005 : Anthony Hayes pour le rôle de Andy Walker dans Look Both Ways
  - Martin Henderson pour le rôle de Ray dans Little Fish
  - John Hurt pour le rôle de Jellon Lamb dans The Proposition
  - Robert Menzies pour le rôle de Nick dans Three Dollars
- 2006 : Anthony Hayes pour le rôle de Kenny dans Le Feu sous la peau (Suburban Mayhem)
  - Tom Budge (en) pour le rôle de Trev dans Last Train To Freo
  - Ronald Jacobson pour le rôle du père dans Kenny
  - Geoffrey Rush pour le rôle de Casper dans Candy
- 2007 : Marton Csokas pour le rôle de Hora dans Romulus, My Father
  - Russell Dykstra (en) pour le rôle de Mitru dans Romulus, My Father
  - Frankie J. Holden pour le rôle de John dans Clubland
  - Richard Wilson pour le rôle de Mark dans Clubland
- 2008 : Luke Ford pour le rôle de Charlie Mollison dans The Black Balloon
  - Joel Edgerton pour le rôle de Billy dans The Square
  - Anthony Hayes pour le rôle de Greg 'Smithy' Smith dans The Square
  - Erik Thomson pour le rôle de Simon Mollison dans The Black Balloon
- 2009 : Oscar Isaac pour le rôle de José Ramos-Horta dans Balibo
  - Brandon Walters pour le rôle de Nullah dans Australia
  - Damon Gameau pour le rôle de Greg Shackleton dans Balibo
  - Bryan Brown pour le rôle de Bruce dans Beautiful Kate

#### Années 2010
- 2010 : Joel Edgerton pour le rôle de Barry "Baz" Brown dans Animal Kingdom
  - Guy Pearce pour le rôle de Nathan Leckie dans Animal Kingdom
  - Kodi Smit-McPhee pour le rôle de Finn dans Matching Jack
  - Sullivan Stapleton pour le rôle de Craig Cody dans Animal Kingdom

### AACTA Awards(depuis 2012)

#### Années 2010
- 2012 : Hugo Weaving pour le rôle de Jack dans Oranges and Sunshine
  - John Gaden pour le rôle d'Arnold Wyburd dans The Eye of the Storm
  - Sam Neill pour le rôle de Jack Mindy dans The Hunter
  - Robert Rabiah pour le rôle de Hakim Slimon dans Face to Face
- 2013 : Antony Starr pour le rôle de Jeremy King dans Wish You Were Here
  - Ryan Corr pour le rôle de Gus dans Ne convient pas pour les enfants
  - Liev Schreiber pour le rôle de Trevor Blundell dans Mental
  - Gary Waddell pour le rôle du roi dans The King is Dead!
- 2014 : Joel Edgerton pour le rôle de Tom Buchanan dans Gatsby le Magnifique (The Great Gatsby)
  - Marton Csokas pour le rôle de Nico dans Dead Europe
  - Thep Phongam pour le rôle de Purple dans The Rocket
  - Angus Sampson pour le rôle de Lindsay Morgan dans 100 Bloody Acres

## Statistiques

### Nominations multiples
4 : Joel Edgerton
3 : Anthony Hayes
2 : Marton Csokas, Nathaniel Dean (en), Martin Henderson, Sam Neill, Erik Thomson, Hugo Weaving

### Récompenses multiples
2 : Joel Edgerton, Anthony Hayes